# Ila e le ninfe
Ila e le ninfe (Hylas and the Nymphs) è un dipinto a olio su tela (98,2x163,3 cm), realizzato nel 1896 dal pittore John William Waterhouse, e conservato a Manchester.
Il quadro racconta l'episodio della mitologia classica in cui l'argonauta Ila viene rapito dalle Naiadi.

## Storia
Il quadro fu acquistato dalla Manchester Art Gallery nel 1896 e nell'estate successiva fu brevemente esposto alla Royal Academy of Arts. Nel gennaio del 2018 il museo di Manchester rimosse temporaneamente il quadro in risposta all'ascesa del movimento MeToo e altri scandali riguardanti gli abusi sulle donne. Il provvedimento fu giustificato adducendo come motivazione il desiderio di non esporre corpi femminili come forma di arte passiva.
La scelta fu molto criticata negli ambienti culturali britannici (e non solo): la storica dell'arte Elizabeth Prettejohn, che aveva curato una retrospettiva su Waterhouse alla Royal Academy, protestò contro la decisione, affermando che un'opera d'arte non può diventare oggetto di dibattito quando viene nascosta al pubblico. Dopo una settimana il Manchester City Council ordinò che il quadro venisse riesposto nella galleria.

## Descrizione
Il dipinto, basato sul poema Le Argonautiche di Apollonio Rodio, rappresenta Ila, il giovanissimo scudiero e amante di Eracle, che si china per bere in uno stagno. Dall'acqua sette bellissime Naiadi, le ninfe dei fiumi, lo chiamano a loro mentre emergono dalle acque in mezzo alle ninfee. Le ninfe sono nude e la loro pelle candida risplende sullo sfondo delle acque scure. Tutte e sette le ninfe si assomigliano molto fisicamente e sono forse tutte raffigurazioni di due modelle soltanto. Il viso di Ila è di profilo e poco visibile allo spettatore, che invece coglie appieno le divinità fluviali. Una delle ninfe gli afferra il braccio per il polso e un gomito, mentre un'altra, girata di spalle, tira la tunica del giovane.

## Contesto
Il soggetto del rapimento (o annegamento) di Ila era un tema ricorrente tra i pittori britannici del XIX e del XX secolo. Altri quadri celebri sul medesimo episodio furono realizzati da William Etty nel 1833, da Henrietta Rae nel 1910 e dallo stesso Waterhouse nel 1893.

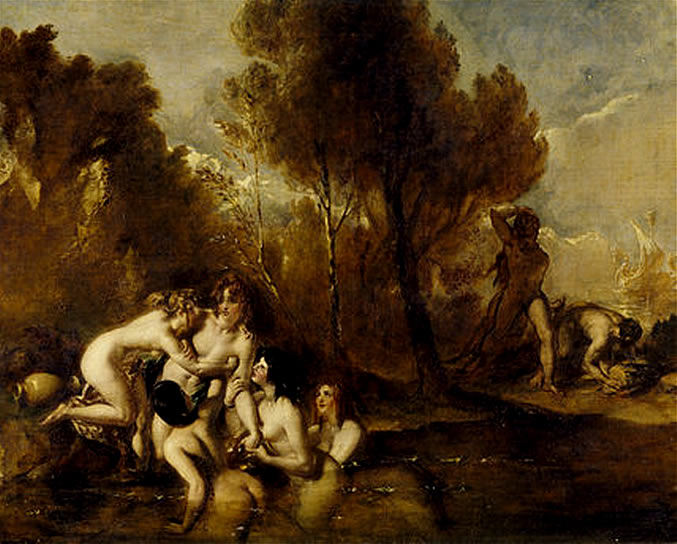
William Etty, Young Hylas with the Water Nymphs, 1833.
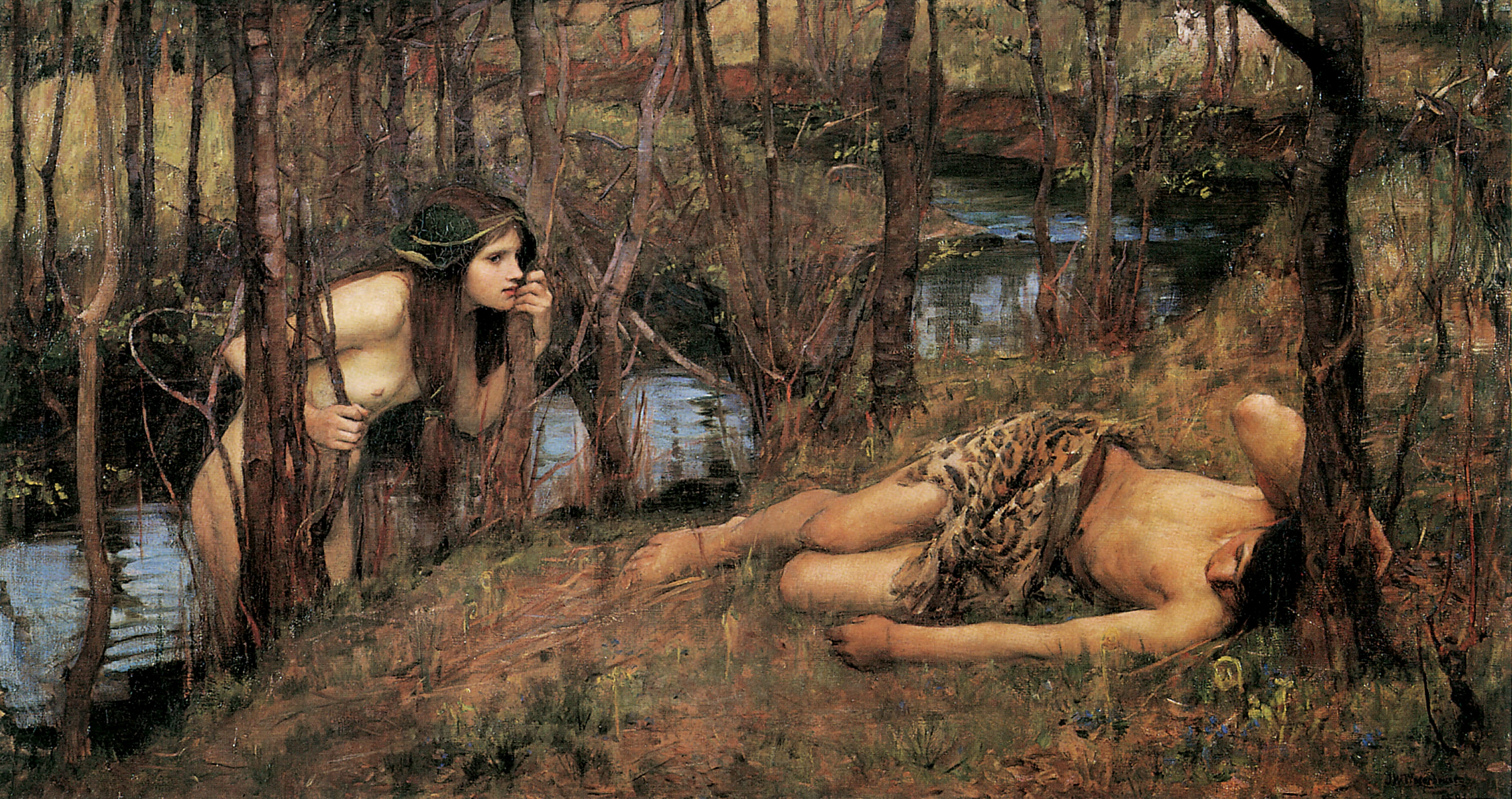
Waterhouse, A Naiad or Hylas with a Nymph, 1893.
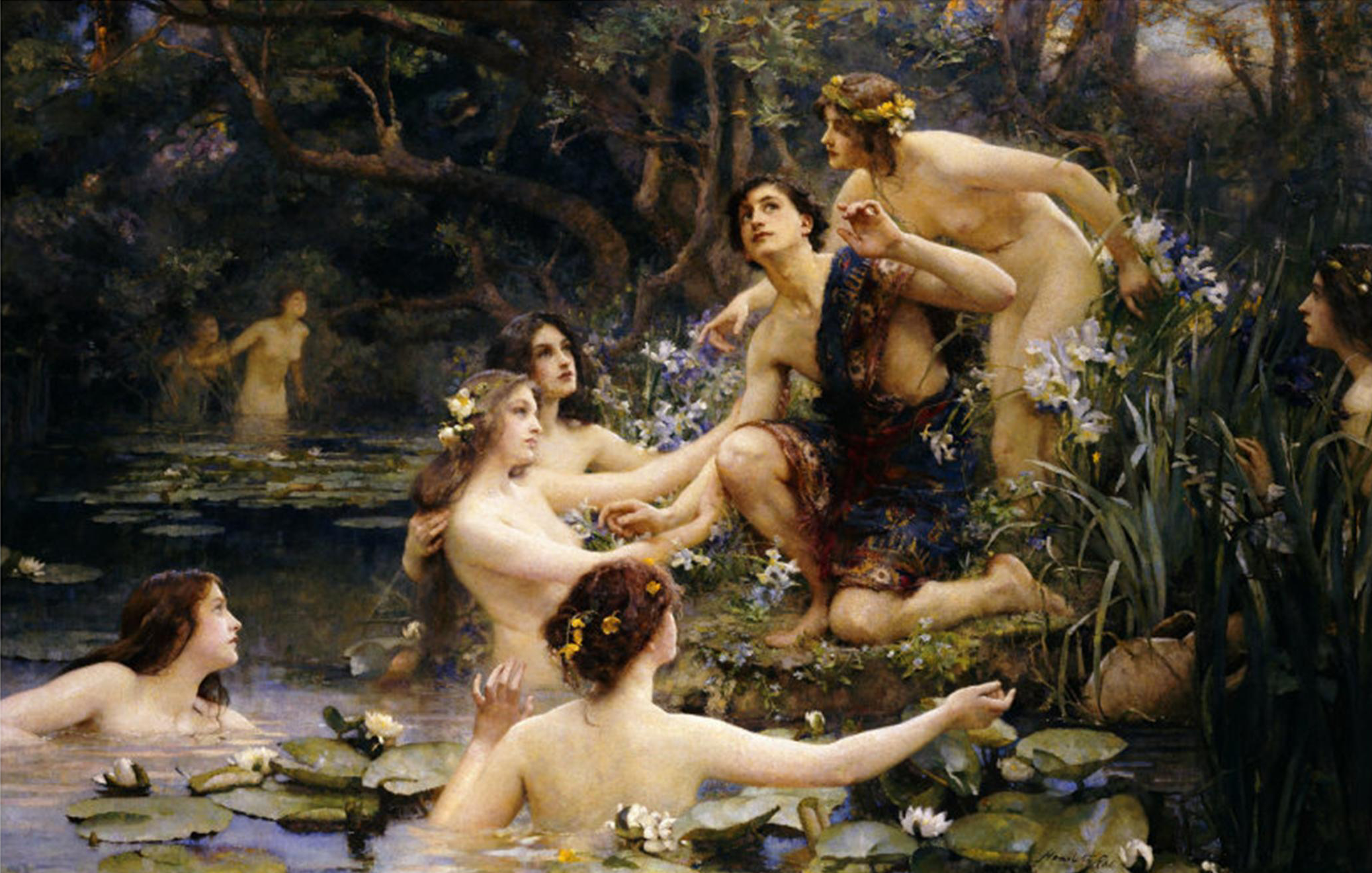
Henrietta Rae, Hylas and the Water Nymphs, 1910.
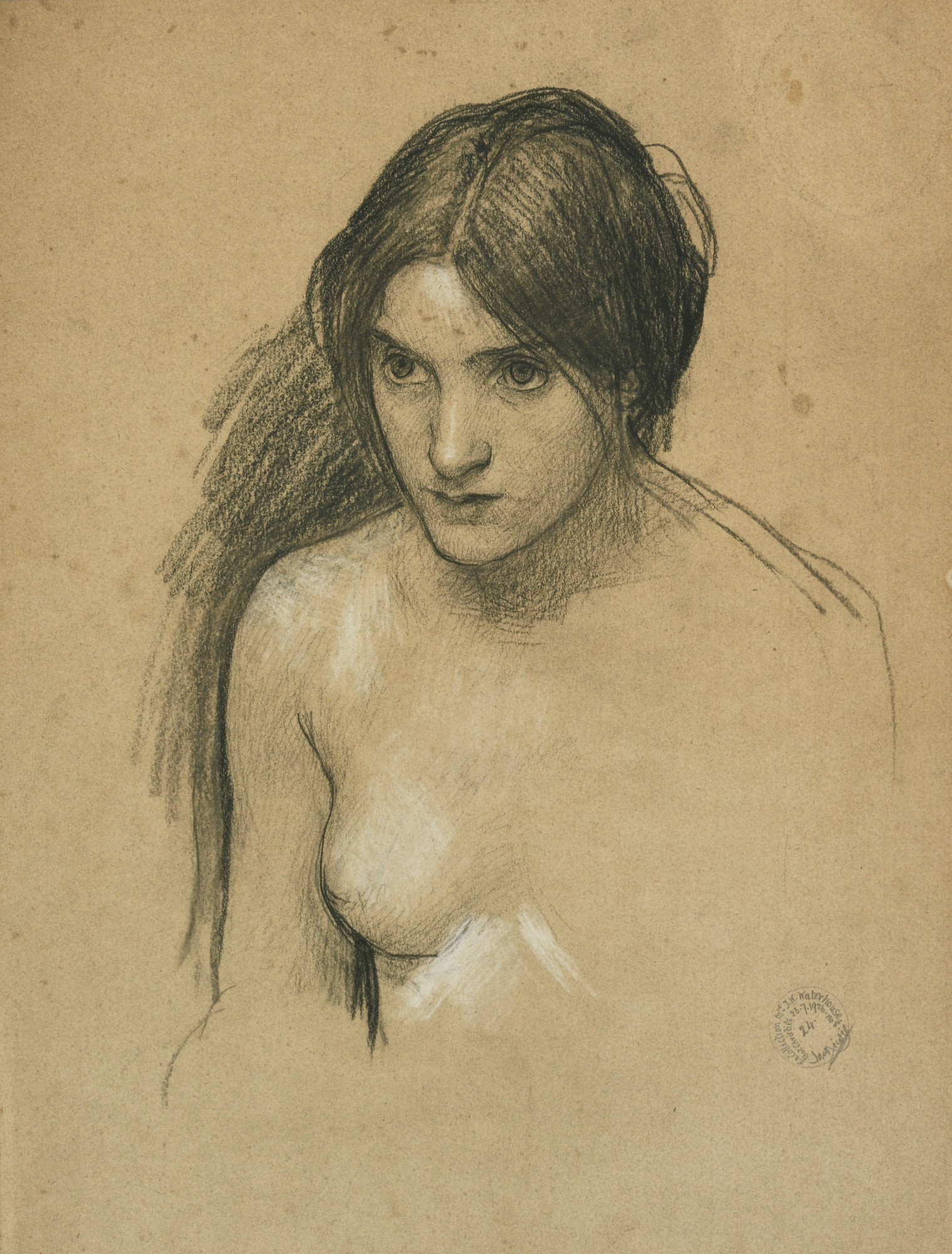
Studio preparatorio di una ninfa.
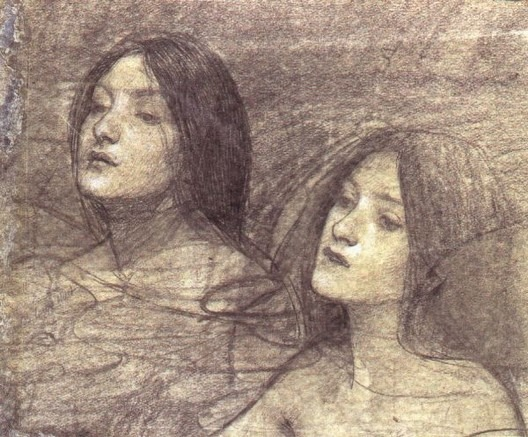
Studio preparatorio di due ninfe.